# Hypenetes functipennis
Hypenetes functipennis är en tvåvingeart som först beskrevs av Philippi 1865.  Hypenetes functipennis ingår i släktet Hypenetes och familjen rovflugor. Inga underarter finns listade i Catalogue of Life.